# آكل العسل الرشيق

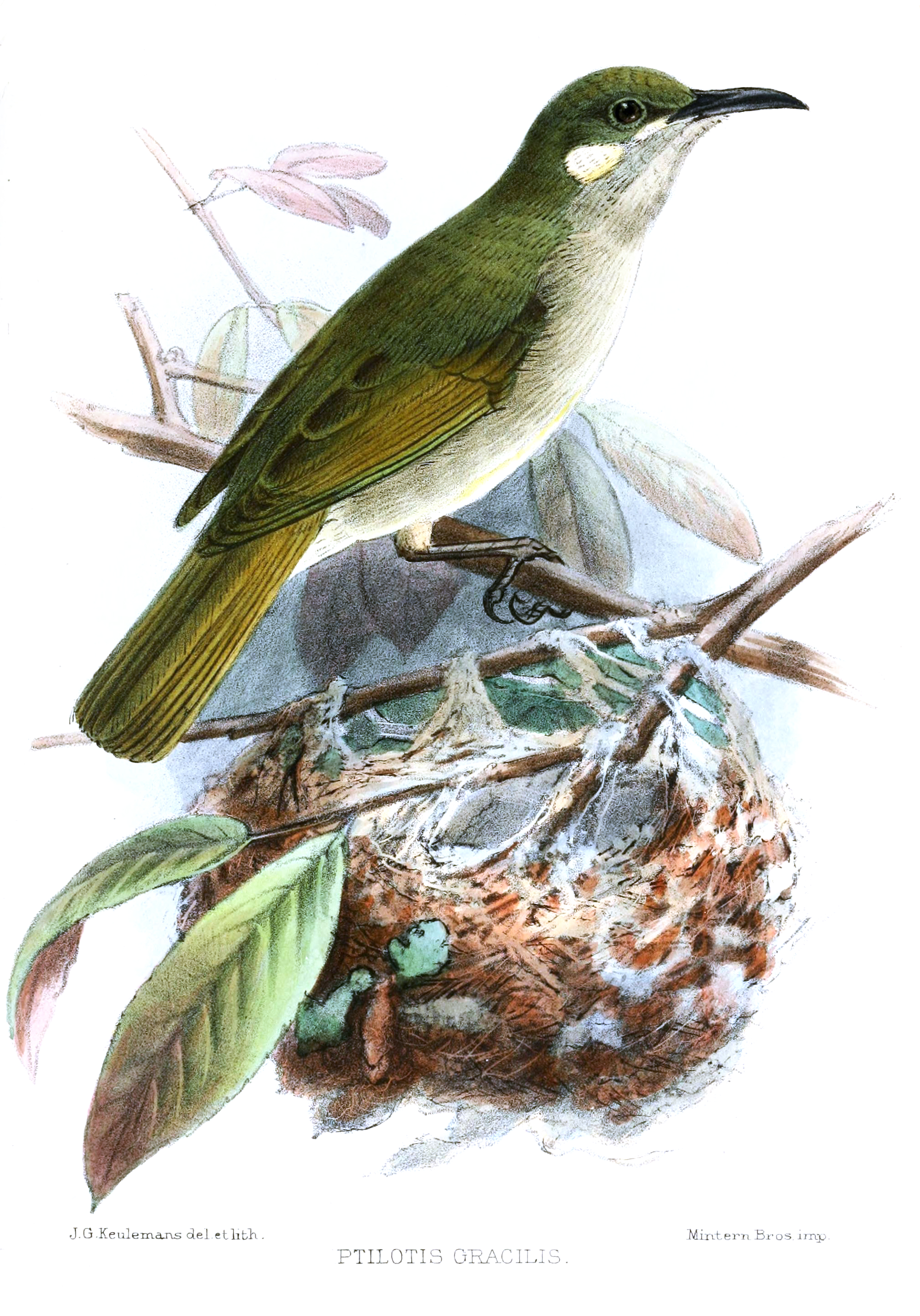

آكل العسل الرشيق (الاسم العلمي:Meliphaga gracilis) (بالإنجليزية: Graceful Honeyeater)‏ هو نوع من الطيور يتبع جنس آكل العسل من فصيلة آكلات العسل.